# A remény rabjai (film)

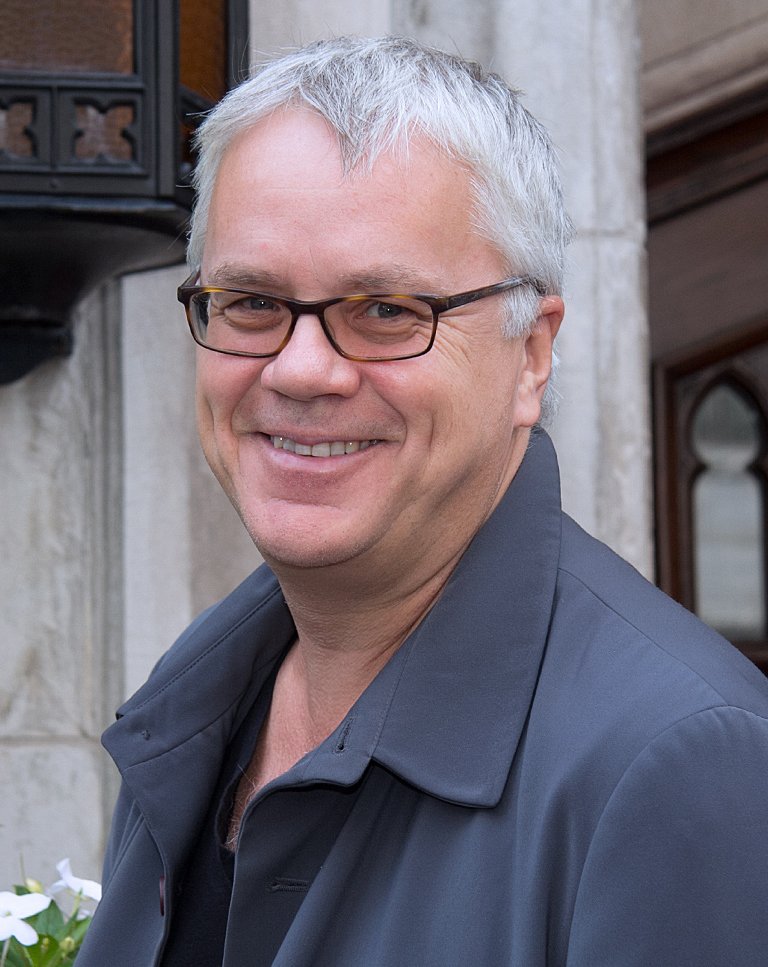
Tim Robbins 2012-ben

A remény rabjai (eredeti cím: The Shawshank Redemption)  1994-ben bemutatott – Stephen King azonos című kisregényéből adaptált amerikai filmdráma. A Tim Robbins és Morgan Freeman főszereplésével készült elgondolkodtató filmet a magyar származású Frank Darabont rendezte. 
A film megjelenésekor nem ért el kiugró anyagi sikert, azonban mind a kritikusok, mind a nézők körében az elmúlt időben jelentős elismeréseket vívott ki magának.

## Cselekmény
|  | Alább a cselekmény részletei következnek! |

1947-ben, felesége és annak szeretője meggyilkolásának vádjával, közvetett bizonyítékok alapján ártatlanul életfogytiglanra ítélnek egy bankárt. Andy Dufresne (Tim Robbins) hiába állítja, hogy nem ő volt a gyilkos. Bent idővel megbarátkozik Ellis Boyd „Red” Reddinggel (Morgan Freeman), aki Andy érkezésekor már 20 éve tölti életfogytiglani büntetését a Shawshank börtönben, és éppen elutasítják a szabadon bocsátási kérelmét. Red  apróbb dolgok becsempészésével foglalkozik. Andy először hobbijára hivatkozva egy geológus-kalapácsot, majd később egy Rita Hayworth moziplakátot kér tőle, amiket Red meg is szerez.
Egy tetőszigetelési munka közben Andy meghallja két börtönőr párbeszédét, amint egyikük az öröksége miatt fizetendő magas adó miatt panaszkodik. Andy felajánlja a pénzügyi tanácsait, amivel a börtönőr törvényesen mentesül az adó megfizetése alól. Az idők során a börtön teljes személyzete igénybe veszi Andy tanácsait, Samuel Norton börtönigazgatót is beleértve, aki azonban illegális területre merészkedik, amikor a foglyok külső területen végzett munkájának ellenértékét elsikkasztja. A pénzmosást Andy intézi. 
1965-ben egy fiatal rab, Tommy Williams érkezik a börtönbe, és elbeszéli, hogy Elmo Blatch, egy korábbi rabtársa az Andy esetére rendkívül hasonló bűntény elkövetésével dicsekedett, melyben nem őt, az igazi tettest, hanem egy „balek bankárt” ítéltek el. Andy fellelkesül, abban reménykedik, hogy ügye újratárgyalását kérheti az új információ birtokában, és Tommy tanúvallomása alapján fel fogják menteni. Az igazgatóhoz benyújtott kérvényét azonban az igazgató nem továbbítja a hivatalos úton, mivel attól tart, hogy Andy a szabadulása után nyilvánosságra hozza az igazgató piszkos ügyeit. Ezért az igazgató Hadley-t, a börtönőrök parancsnokát Tommy megölésére utasítja.
Andy megígérteti Reddel, hogy ha valaha kijut, menjen el Buxtonba (Maine állam) egy bizonyos szénaföldhöz, ahol egy fánál elrejtett valamit.
Tommy halála után Andy elveszti reményét arra vonatkozóan, hogy törvényesen kijuthat a börtönből, ezért a bent töltött több mint húsz év után véghez viszi, amit mindenki lehetetlennek tartott: megszökik a börtönből.
Kint első dolga, hogy a fiktív személyiséggel létrehozott számlán lévő, a börtönigazgató által sikkasztott pénzt felveszi, majd egy újság kiadójához eljuttatja a folyamatosan eltett dokumentumokat, s így nyilvánosságra hozza a börtön személyzete és az igazgató piszkos ügyeinek bizonyítékait. Másnap Hadley parancsnokot letartóztatják, Norton igazgató pedig öngyilkos lesz az irodájában.
Nem sokkal ezután, 1967-ben Redet feltételesen szabadon bocsátják. Ő azonban annyira hozzászokott a börtön szigorú rendjéhez és szabályozott életéhez, hogy nem tud mit kezdeni a szabadságával (ún. intézményfüggő lett), és az öngyilkosság gondolatával foglalkozik. Csak Andynek tett ígérete tartja vissza, és felkeresi azt a helyet, amit Andy megadott neki. Ott egy kis fémdobozt talál, némi pénzzel és Andy instrukcióival. A feltételes szabadlábra helyezés előírásait megszegve Mexikóba veszi az irányt, ahol Zihuatanejóban találkozik Andyvel a Csendes-óceán partján.
|  | Itt a vége a cselekmény részletezésének! |

## Szereposztás
| Színész        | Szerep                            | Magyar hang             |
| -------------- | --------------------------------- | ----------------------- |
| Tim Robbins    | Andy Dufresne, bankár             | Haás Vander Péter       |
| Morgan Freeman | Ellis Boyd „Red” Redding, elítélt | Papp János              |
| Bob Gunton     | Samuel Norton, börtönigazgató     | Végvári Tamás           |
| William Sadler | Heywood, Red barátja              | Dörner György           |
| Clancy Brown   | Byron Hadley kapitány             | Gesztesi Károly         |
| James Whitmore | Brooks Hatlen, elítélt            | Gruber Hugó             |
| Gil Bellows    | Tommy Williams, elítélt           | Bor Zoltán Stohl András |
| Mark Rolston   | Bogs Diamond, elítélt             | Végh Péter              |

## Értelmezések
Roger Ebert filmkritikus és forgatókönyvíró kiemeli Andy figurájának integritását, önbizalmát, ami kiemeli és bizonyos értelemben elszigeteli őt a többi rabtól. 
Mások a film keresztény tanmese értelmezését hangsúlyozzák: ártatlan bűnhődés, remény, megváltás, és hit a későbbi igaz életben. Darabont a film 10 éves évfordulójára kiadott DVD-n tett nyilatkozatában tagadta, hogy ilyen szándékai lettek volna a filmmel. 
Angus C. Larcombe megállapítja, hogy egyesek a börtönben is szabadok lehetnek, míg mások a kinti világban is rabnak érzik magukat, az életszemléletüktől függően.

## Érdekesség
A szintén Stephen King regény alapján készült Dolores Claiborn című filmben a címszereplő mikor rájön, hogy férje molesztálja lányukat, azzal fenyegeti meg, hogy a Shawshank börtönbe fogja juttatni (A remény rabjai eredeti címe The Shawshank Redemption, utalás a börtön nevére).

## Díjak, értékelések
- 1995-ben hét Oscar-díjra jelölték: a legjobb film, Morgan Freemant a legjobb férfi főszereplő, legjobb operatőr (Roger Deakins), legjobb adaptált forgatókönyv, legjobb filmzene, legjobb vágás, legjobb hang kategóriákban. Az 1994-es Forrest Gump árnyékában azonban egyet sem kapott meg.
- 1998-ban a A remény rabjai még nem szerepelt az AFI's 100 Years... 100 Movies listán, azonban 9 évvel később, 2007-ben a 72. helyen szerepelt, megelőzve a Forrest Gump (76.) és Ponyvaregény (94.) filmeket, amelyek kedvező kritikákat kaptak A remény rabjai megjelenési évében.
- 1999-ben Roger Ebert filmkritikus felvette A remény rabjait az ő „Great Movies” („nagyszerű filmek”) listájára.[4] Az Empire filmmagazin olvasói szavazata alapján a film az ötödik helyre került 2004-ben, az első helyre 2006-ban és a negyedik helyre 2008-ban „a minden idők legnagyszerűbb filmjei” listáján.[5][6]
- 2002-ben „a harmadik legjobb film” helyezést kapta a Channel 4 szavazói szerint „a legjobb 100 film” listáján.
- 2006-ban az angliai Empire filmmagazin olvasói szavazatai alapján a „minden idők legnagyszerűbb filmje” címet kapta, 2008-ban a negyedik volt a listán.
- 2009-ben az Internet Movie Database (IMDB) honlap látogatóinak szavazatai alapján a 250 legjobb mozifilmet felvonultató toplista első helyére került, megelőzve A Keresztapa című filmet.[7]
- A Rotten Tomatoes kritikusai összességében 89%-ra értékelték.[8]

## Fordítás
- Ez a szócikk részben vagy egészben  a   The Shawshank Redemption című angol Wikipédia-szócikk fordításán alapul.  Az eredeti cikk szerkesztőit annak laptörténete sorolja fel. Ez a jelzés csupán a megfogalmazás eredetét és a szerzői jogokat jelzi, nem szolgál a cikkben szereplő információk forrásmegjelöléseként.